# جون بيرد (سياسي كندي)
جون بيرد هو دبلوماسي وسياسي كندي، ولد في 26 مايو 1969 في مدينة كيبك في كندا. حزبياً، نشط في حزب المحافظين الكندي وحزب أونتاريو المحافظ التقدمي.

## مناصب
- انتخب رئيس مجلس وزارة المالية [الإنجليزية]‏ (6 فبراير 2006 – 4 يناير 2007).
- انتخب وزير النقل [الإنجليزية]‏ (30 أكتوبر 2008 – 6 أغسطس 2010).
- انتخب عضو برلمان مقاطعة أونتاريو (3 يونيو 1999 – 30 نوفمبر 2005).
- انتخب عضو مجلس العموم الكندي عن دائرة Ottawa West—Nepean (federal electoral district) [الإنجليزية]‏ (23 يناير 2006 – 16 مارس 2015).
- انتخب وزير البيئة [الإنجليزية]‏ (7 نوفمبر 2010 – 4 يناير 2011).
- انتخب Government House Leader [الإنجليزية]‏ (6 أغسطس 2010 – 18 مايو 2011).
- انتخب وزير الشؤون الخارجية (18 مايو 2011 – 3 فبراير 2015).